# Wolfsthal (Austria)
Wolfsthal – gmina w Austrii, w kraju związkowym Dolna Austria, w powiecie Bruck an der Leitha. Liczy 945 mieszkańców (1 stycznia 2014).
W latach 1972–1996 gmina wraz z gminą Berg tworzyła gminę Wolfsthal-Berg.